# GAN☆KON
『GAN☆KON』（がんこん）は、菅原健二による日本の少年漫画。『週刊少年サンデー』（小学館）2011年13号に読切として掲載され、2011年46号から2012年38号まで連載、2012年8月31日より9月28日まで『クラブサンデー』で最終5話が配信された。

## あらすじ
強すぎる恋愛願望を持つ高校生・多賀守新太は、ある日、寂れた祠に願掛けをしたことがきっかけで巨大な神と出会う。その巨神は縁結びの神様で、「願いを叶えてやる」と言われた新太は巨神に「お嫁が欲しい」と願う。
翌日、新太のもとにイサナと名乗る美少女が現れる。新太は前日の願いが叶ったと喜ぶが、イサナから、願いを叶える代わりに「神の代行者」となったこと、神々の領地争いに巻き込まれたことを知る。
後にイサナの正体が寂れた祠で出会った巨神であり、新太の願いを聞き間違えて美少女の依代で嫁ぎに来たことを知った新太は、この事実に苦悩しつつも、恋愛感情を武器にイサナとともに領地争いを戦っていく。

## 登場人物

### 主要人物
多賀守新太（たがもり しんた）
本作の主人公。強すぎる恋愛願望を持つ高校生。
イサナに「お嫁が欲しい」と願い、イサナと契約して彼女の代行者となる。願術は「赤い糸」で、新太とイサナが文字通り赤い糸で繋がれる。
イサナ
本作のヒロインで、新太と契約して自身の代行者とした縁結びの神。巫女装束を着た美少女だがこの姿は依代、正体は仮面を被った巨神である。
耳が悪く参拝者の願いを聞き間違えており、新太との契約に際しては「お嫁が欲しい」を「お前（おめぇ）が欲しい」と聞き間違え、依代の姿で新太のもとに嫁ぎに来てしまった。しかし恋愛に一途な新太に次第に心惹かれてもいる。
実は巨神の姿は封印された姿であり、新太の戦いも封印解除を目的としたものに変わっていく。
三峰椿（みつみね つばき）
新太のクラスメイトで、図書委員。文学作品が好きな眼鏡っ子。クールな性格で、新太からの告白をあっさりと断る。
偶然領地争いに巻き込まれた際新太に救出されて以後、彼を意識し始めイサナにも嫉妬している。
マガミ
オオカミの姿をした厄払いの神。イサナとは昔馴染みで、イサナを大切に想っており、軽薄な新太がイサナに近づくのを嫌っている。
後に新太に惹かれる三峰と契約、領地争いに参加する。

### 稲荷組
ウカ
稲荷組組長。妖狐の女。陽気な性格で「ウカちゃん」と自称する。
ダイコク
稲荷組組員。女性惹きつける美男子で、それを防ぐために顔をウサギの被り物で隠している。

### 鹿島組
ナルカミ
鹿島組元組長。イサナに課せられた封印具の製造者を知っており、情報提供を兼ねて新太らと戦う。
当初は圧倒したもののニ願で巨大化した赤い糸に代行者ごと潰されて敗北した。男気もある新太の事は気に入っている様子。

## 用語
領地争い（りょうちあらそい）
百年に一度、神々の間で互いの領地を懸けて行われる力比べ。勝者は敗者から領地を奪うことができる。領地の多さは神の神格を示し、領地を全て奪われることは神にとって「死」を意味する。
力比べの方法は様々だが、本編では「人間を1人選んで神の代行者とし、代行者同士を闘わせる」という方法が採用されている。
第二回戦
突如提示された新ルール。戦いは物理攻撃が無効となり、精神攻撃が有効となる。
具体的には相手に自分の願いを羨ましがらせる事である（新太の場合は嫁をアピールすることになる）。
代行者（だいこうしゃ）
神に選別され、神に代わって領地争いを闘う人間。代行者になった人間は、神によって自身の願いを1つ叶えられており、領地争いではその願いを強化する願術を駆使して闘う。

## 書誌情報
- 菅原健二『GAN☆KON』 小学館〈少年サンデーコミックス〉
- 第1巻 2012年2月22日初版第1刷発行（2012年2月17日発売[2]）、ISBN 978-4-09-123558-9
- 第2巻 2012年5月18日発売 ISBN 978-4-09-123664-7
- 第3巻 2012年8月17日発売 ISBN 978-4-09-123797-2
- 第4巻 2012年10月18日発売 ISBN 978-4-09-123893-1
- 第5巻 2012年11月16日発売 ISBN 978-4-09-124012-5